# Walter Davis (Basketballspieler)
Walter Paul Davis (* 9. September 1954 in Pineville, North Carolina; † 2. November 2023 in Charlotte, North Carolina) war ein US-amerikanischer Basketballspieler, der von 1978 bis 1992 in der nordamerikanischen Profiliga NBA spielte. Davis war 1,98 Meter groß und lief meist als Small Forward auf.

## Karriere
Davis gewann während seiner College-Zeit bei den Olympischen Spielen 1976 die Goldmedaille. Er wurde anschließend im NBA-Draft 1977 an fünfter Stelle von den Phoenix Suns ausgewählt, für die er in den nächsten zehn Jahren spielte. Bereits in der ersten Saison spielte Davis in 81 der 82 Ligaspiele und erzielte im Durchschnitt 24,2 Punkte. In seiner ersten Saison nahm er am NBA All-Star Game teil, wurde zum Rookie of the Year gewählt und neben der damit verbundenen Berufung in das NBA All-Rookie Team auch für das All-NBA Second Team nominiert. Auch in den nächsten drei Jahren sowie in den Saisons 1984 und 1987 nahm Davis am All-Star Game teil. Mit 15.666 Punkten ist er bis heute der erfolgreichste Schütze der Suns.
1987 war Davis in einen Drogenskandal bei den Suns verwickelt. Er sagte gegen andere Spieler des Teams aus und erhielt dafür Straffreiheit. Zweimal ließ er sich zur Behandlung seiner Kokainsucht in einer Reha-Klinik behandeln. Zusammen mit nachlassenden Leistungen und wiederkehrenden Rückenproblemen führte dies dazu, dass die Suns ihm nur ein halbherziges Angebot zur Vertragsverlängerung machten. Daher wechselte er 1988 als Free Agent zu den Denver Nuggets. Dort spielte er die nächsten 2 1⁄2 Jahre, machte aber nur 13 Spiele von Beginn an. In der Mitte der Saison 1990/91 wurde er im Austausch gegen Greg Anderson von den New Jersey Nets zu den Portland Trail Blazers getradet, kam dort aber nur noch zu 6,1 Punkten pro Spiel. Nach der Saison kehrte er zurück nach Denver um seine Karriere dort zu beenden. Sein letztes Spiel machte er im Alter von 37 Jahren am 19. April 1992.
Walter Davis starb am 2. November 2023 im Alter von 69 Jahren in Charlotte (North Carolina). Er wurde 2024 posthum in die Naismith Memorial Basketball Hall of Fame aufgenommen.